# Хатідже Акбаш
Хатідже Акбаш (тур. Hatice Akbaş; 1 січня 2002) — турецька боксерка, призерка Олімпійських і Європейських ігор, чемпіонка світу.

## Аматорська кар'єра
На юнацькому чемпіонаті Європи 2016 завоювала золоту медаль. На молодіжному до 22 років чемпіонаті Європи 2022 завоювала золоту медаль.
На чемпіонаті світу 2022 перемогла п'ятьох суперниць, у тому числі Лекремьоару Періжоц (Румунія) в фіналі, і стала чемпіонкою.
На Європейських іграх 2023 перемогла двох суперниць, а у півфіналі програла Лекремьоарі Періжоц (Румунія).
На Олімпійських іграх 2024 завоювала срібну медаль.
- В 1/16 фіналу перемогла Чарлі-Сін Девісон (Велика Британія) — 3-2
- В 1/8 фіналу перемогла Тіану Ечегарай (Австралія) — 5-0
- У чвертьфіналі перемогла Монгонцецеджін Енхджаргал (Монголія) — 5-0
- У півфіналі перемогла Лім Е Джі (Південна Корея) — 3-2
- У фіналі програла Чхань Юань (Китай) — 0-5